# Primorski Dolac
Primorski Dolac est un village et une municipalité située dans le comitat de Split-Dalmatie, en Croatie. Au recensement de 2001, la municipalité comptait 839 habitants, dont 99,64 % de Croates et le village seul comptait également 839 habitants.

## Localités
La municipalité de Primorski Dolac ne compte qu'une seule localité, le village éponyme de Primorski Dolac.